# ヤマシー戦争

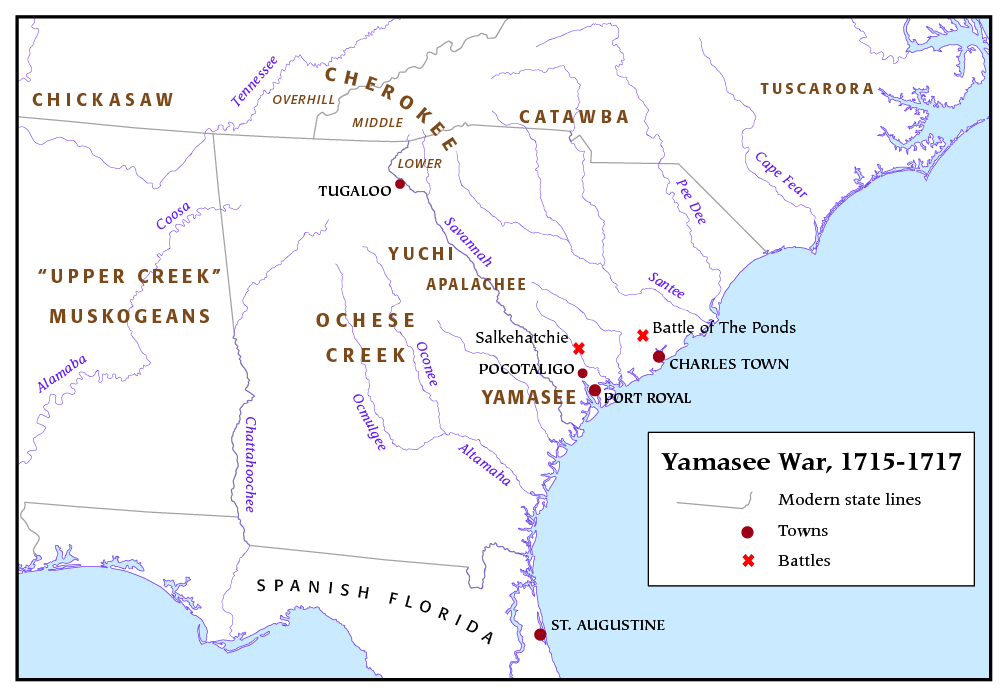
ヤマシー戦争の概観図

ヤマシー戦争（-せんそう、英:Yamasee WarまたはYemassee War）は、1715年から1717年にかけて、当時はイギリスの植民地であったサウスカロライナで、サウスカロライナ植民地とヤマシー族を始めとするアメリカインディアン部族との間で戦われた戦争である。

## 概要
この戦いに参加したインディアン部族にはヤマシー族以外に、クリーク族、チェロキー族、チカソー族、カタウバ族、アパラチー族、アパラチコラ族、ユチ族、サバンナ川ショーニー族、コンガリー族、ワッホー族、ピーディー族、ケープフェア族、チェロー族などの他、多くの部族があった。これらインディアン部族にはごく小さく関わっただけのものもあれば、サウスカロライナ中を荒らし回ったものもいた。数百もの植民地人が殺され、多くの開拓地が破壊された。現地にいた交易業者は南部中で殺害された。サウスカロライナの開拓地の多くが放棄され、住民はチャールズタウンに逃げ込んだが、物資が不足し飢餓が発生した。1715年中はサウスカロライナ植民地の存続そのものが危機に瀕した。1716年になって情勢が変わり、チェロキー族がサウスカロライナ側に付いてクリーク族の攻撃を始めた。1717年にはサウスカロライナの主要な敵の最後のものが紛争から手を引き、束の間の平和が訪れたが、インディアンおよび植民地の白人たちの心に傷を残した。
ヤマシー戦争は、アメリカの植民地の中でも最も破壊的で変則的な戦いとなった。白人の支配に対してアメリカ・インディアンが最も真剣に立ち上がったものとも言うことができる。サウスカロライナは一年間以上も崩壊の瀬戸際にあり、白人人口の7％が殺された。アメリカの植民地で最も血塗られた戦争と言われるフィリップ王戦争よりも血腥いものであり、以後、イギリス、スペインおよびフランスの植民地と南東部インディアンの全ての部族との地理的・政治的状況が急速に様変わりした。この戦争はアメリカ南部の初期植民地時代の終わりを告げるものであった。さらにヤマシー戦争とその後の経過は、クリーク族やカタウバ族などの、新しいインディアン同盟を創出した。サウスカロライナにとって、ヤマシー戦争は転回点となるできごとであった。
戦争の原因は複雑であり、参加した多くのインディアン部族の中でも異なっていた。戦争への関わり方も異なり、ある集団は戦った結果が苦いものになり、ある集団は一時的に戦っただけであり、分裂したもの、敵味方を変えたものがいた。原因は一つだけではないが、幾つかの原因は交易の仕組みに関わっていた。業者の誤用、インディアンの奴隷貿易、鹿皮交易による鹿の枯渇、サウスカロライナの富が増えるにつれてのインディアンの負担の増加、開拓地が増え米作プランテーションが拡がったこと、イギリスとの交易に替わる存在としてフランスの力の成長、長く築き上げられてきたスペイン領フロリダとインディアンの関係、インディアン集団間の権力闘争と大規模で強固になりつつある部族間の情報通信網、および以前は疎遠であった部族との軍事共闘の増加、これらが複雑に絡み合った。

## 背景
タスカローラ戦争とその長い予後はヤマシー戦争の勃発に大きな役割を演じた。タスカローラ族は1711年にノースカロライナ植民地の開拓地を襲い始めた。サウスカロライナは軍隊を召集し、1712年と1713年の2度に渡ってタスカローラ族に対する作戦を展開した。この軍隊は主にインディアン戦士から成り、ヤマシー族は長年サウスカロライナと強い軍事的同盟関係にあったため、ヤマシー族の戦士が2度の戦争の中核となっていた。他のインディアンは広域の部族から集められたが、伝統的な敵同士が鉢合わせる場合もあった。サウスカロライナ軍に協力した部族には、ヤマシー族、カトーバ族、ユチ族、アパラチー族、クサボ族、ウォーターリー族、シュガリー族、ワックスホー族、コンガリー族、ピーディ族、ケープフェア族、チェロー族、サハパホー族、チェロキー族、および様々な原クリーク族が含まれていた。
この軍事共闘によって、同州全領域のインディアン達が互いに近しい関係となることになった。インディアン達はイギリスの植民地であるサウスカロライナ、ノースカロライナおよびバージニアが、タスカローラ戦争の際に些細なことで言い争うのを見て、その纏まりのなさや弱さを実感していた。
基本的にタスカローラ戦争でサウスカロライナ議会に協力した全部族が、2，3年後のヤマシー戦争では攻撃する側に回った。
ヤマシー族は政治的かつ民族的統一体としての意味合いで部族と表現されているが、実体はグアレ族やあまり知られていないタマ族などの原初的インディアン部族と戦士集団の名残が融合したものであった。ヤマシー族はサウスカロライナとスペイン領フロリダ間の辺境で競い合いながら17世紀に頭角を現してきた。最初はスペインと同盟し、17世紀遅くに北へ動くと直ぐにサウスカロライナの最も重要な同盟者となった。ヤマシー族はサバンナ川の河口近くやポート・ロイヤル湾の辺りに住んだ。
長い間、ヤマシー族はイギリスとの関係で利益を得てきた。しかし1715年までに、イギリスが望む2つの貿易品目、鹿皮とインディアン奴隷を得ることが難しくなってきていた。ヤマシー族はサウスカロライナに近接して住んでおり、鹿皮貿易はかなり広い領域で盛んであったので、ヤマシー族の領地内には鹿が希少になっていた。タスカローラ戦争の後は、奴隷を目的にした襲撃機会が限られてきた。ヤマシー族は、貿易品が信用で取引されるようになって、イギリスの貿易業者にとって重要ではなくなり借金も増えていった。1715年までに米作プランテーションがサウスカロライナ中に拡がり、米作に適した土地が取り上げられていった。ヤマシー族はサウスカロライナの南部境界近くに大きな保留地を認められていたが、その土地の大半は米作プランテーションに適した土地であった。
要するに、ヤマシー族にとっての選択は「戦うか否か」ではなく「いつ戦いを始めるか」ということだった。ヤマシー族が、インディアンの動揺を利用して戦争の計画を練った中心集団であったかどうかは明らかでない。オーチェス・クリーク族（後の低地クリーク族）が戦争に対する広い支持を得る時の中心となった可能性がある。戦争に加わった多くの他のインディアン部族にはそれぞれ理由があり、ヤマシー族と同様に複雑で過去に深く根差したものであった。多くの部族が慎重に計画した協働作戦で動くというような全体計画があった訳ではないが、全体に不安が増長しており、戦争の可能性について部族間の話し合いが行われたのは事実である。1715年早く、インディアンの戦争を支持する声が高まるにつれて、植民地人に警告するインディアンも存在した。この警告はオーチェス・クリーク族を主要な危険対象と指摘していた。

## 戦争の概要

### ポコタリゴの虐殺
オーチェス・クリーク族を巻き込むインディアン蜂起の可能性がサウスカロライナ政府に警告されたとき、重大なこととされた。即座にアッパー・ヤマシーのポコタリゴ集落（今日のヤマシー近く）に1群の人々が派遣され、オーチェス・クリーク族の指導者との緊急会議を整えてくれることをヤマシー族に望んだ。この代表団のポコタリゴ訪問が戦争の引き金になった。
ポコタリゴを訪れた代表団は、理事会に派遣されたサミュエル・ワーナーとウィリアム・ブレイであった。さらにサウスカロライナのインディアンとの交易における重要人物であるトマス・ネアンとジョン・ライトの2人が加わった。またセイモア・バーローズと名前の知られていないサウスカロライナ市民2人も加わった。1715年4月14日の夕刻、聖金曜日の前日に、代表団はヤマシー族の代表と話し合い、ヤマシー族の不満を軽減する特別の努力をすることを約束した。クレイブン知事自らそれを実行すると告げた。
その夜、サウスカロライナの代表達が眠っている間に、ヤマシー族は何をすべきかを議論した。戦争に全面的に賛成しない者もいたが、最後に結論が出された。ヤマシー族は戦いの化粧を体に施し、サウスカロライナの代表を起こした。6名の代表の中2名が逃亡した。セイモア・バーローズが逃亡し、途中で2度撃たれたが、なんとか逃げ延びてポート・ロイヤル開拓地に警告を伝えた。ネアン、ライト、ワーナーおよびブレイはすべて殺された。名前の知られていないサウスカロライナ市民は逃げて近くの沼地に隠れ、そこからトマス・ネアンが長く拷問されて死ぬ光景を目撃した。
1715年4月15日聖金曜日の早朝の出来事がヤマシー戦争の始まりであった。

### ヤマシー族の攻撃とサウスカロライナの反撃
ヤマシー族は直ぐに数百名からなる2戦闘部隊を編成し、ポコタリゴの事件のあった日遅くに発進させた。1隊はポート・ロイヤルの開拓地を襲撃したが、セイモア・バーローズはジョン・バーンウェルのプランテーションまで辿り着き、広く警報を発した。偶々捕獲された密貿易船がポート・ロイヤルの港に繋がれていた。ヤマシー族が到着する時までに数百の開拓者はその船で逃亡し、他の者もカヌーで逃げた。
ヤマシー族の2隊目はセントバーソロミューの農園を襲い、プランテーションを略奪し火を付け、捕虜を捕まえて、100名以上の開拓者と奴隷を殺した。その週の中に、ヤマシー族の大部隊が、急遽編成されたサウスカロライナ民兵隊との交戦準備を始めており、サウスカロライナの市民は急拵えの砦に避難場所を求めて南部に向かった。
ヤマシー戦争はサウスカロライナ民兵隊の初めての大きな試験の場となった。クレイブン知事は自ら240名の民兵隊を率いてヤマシー族に対抗した。ヤマシー族は選択の余地無く全部隊を統合してクレイブンの民兵隊に向かうことになった。サルケハッチー川沿いサルケハッチー集落近くの開けた場所で会戦が行われた。これはクレイブンや民兵士官がまさに望んでいた形での戦闘になり、インディアンの戦い方には適していなかった。
数百名のヤマシー族戦士が240名かそこらの民兵に攻撃をかけ、側面を衝こうとしたが失敗した。先頭にいた戦士が何人か殺された後に、ヤマシー族は戦いを諦め近くの沼地に散った。両軍の損失はともに24名程度ではあったが、実際の結果はサウスカロライナ軍の決定的勝利となった。他にも小さな民兵隊がヤマシー族に圧力をかけ、一連の勝利を勝ち取った。
インディアンとの戦争で経験を積んだアレクサンダー・マッケイが南部の軍を率いた。この部隊は柵で防御を施された野営地に逃げ込んだ約200名のヤマシー族を見つけて攻撃した。比較的少数のカロライナ部隊が2回砦の壁に攻撃を掛けると、ヤマシー族は撤退を決めた。しかし一度砦の外に出るとヤマシー族はマッケイの約100名の部隊に奇襲攻撃を掛けられ殲滅された。
1715年夏に小さな戦闘が起こり、ドーファスキーの戦いと呼ばれた。カロライナのボートを使った斥候部隊が1群のヤマシー族を急襲し、35名を殺したのに対し自軍の損失は1名に留まった。

### 交易業者の殺害
ヤマシー族は始めの数週間植民地の開拓村を主要な目標としていたが、イギリス人交易業者は南東部中で活動を続けており、自然と渦中に取り残されてほとんどの場合殺された。戦争が始まったとき、およそ100名の交易業者が活動していたが、始めの数週間で約90名が殺された。交易業者を殺したのは、クリーク族のオーチェス、タラプーザ、アベイカおよびアラバマ集団、アパラチー族、チカソー族、チョクトー族、カトーバ族、チェロキー族その他であった。

### 北部の前線
戦争の最初の1ヶ月間、サウスカロライナは北部にいるカトーバ族のようなインディアンの支援を期待していた。しかし北部からはカトーバ族やチェロキー族に入って行った交易業者が殺されたという知らせが入った。カトーバ族とチェロキー族は南部のインディアンほど早くに交易業者を攻撃した訳ではなかった。両部族はどのような態度をとるかで割れていた。しかし幾つかの出来事や噂によって北部での敵対心が大きくなった。バージニアの交易業者の中にはサウスカロライナでカトーバ族が戦争を始めるよう唆したとして後に告発される者がいた。カトーバ族がサウスカロライナの交易業者を殺すと決めたとき、バージニアの交易業者には危害を加えなかったことは注目すべきことである。
1715年5月までにカトーバ族はサウスカロライナに戦士の部隊を派遣した。約400名のカトーバ族戦士が70名のチェロキー族と結託して、サウスカロライナの北部を荒らし回った。6月、これに対抗して、トマス・バーカー大尉の指揮する約90名の騎兵隊が北部に向かった。カトーバ＝チェロキー連合軍は前もってこの部隊の接近を知り、待ち伏せをして全部隊を蹴散らしてしまった。他のカトーバ＝チェロキー連合部隊がベンジャミン・シェンキンのプランテーションにあった急拵えの砦を襲い、約20名を殺害した。この後では、サウスカロライナはチャールズタウンの直ぐ北、富裕なグース・クリーク地域の前には何の防衛体制も無い状態になった。
しかし、北部のカトーバ＝チェロキー連合部隊がチャールズタウンそのものを攻撃する前に、チェロキー族の大部分が自分達の集落に起こった新しく重要な展開の知らせに隊を離れてしまった。残ったカトーバ族は、ジョージ・チキンの下に急遽集められた民兵隊と直面することになった。1715年6月13日、チキンの民兵隊はカトーバ族1部隊を急襲し、さらにポンヅの戦いとして知られるカトーバ族主力部隊との決戦を行った。その結果は大勝利だった。カトーバ族はゲリラ的な戦い方ならば得意であったが、会戦のような戦い方には慣れていなかった。カトーバ族は集落に戻った後で状況を分析し、停戦を決めた。7月15日までに、カトーバ族外交使節がバージニアに到着しイギリスと停戦するだけでなく、サウスカロライナ民兵隊に協力する用意があることを伝えた。

### クリーク族とチェロキー族
オーチェス・クリーク族はヤマシー族よりも戦争の扇動者として動いた可能性があった。戦争が始まると直ぐに領地内にいた交易業者を殺した、他のクリーク族、チョクトー族、チカソー族およびチェロキー族も従った。
オーチェス・クリーク族の領地とサウスカロライナの開拓地との間に、ユチ族、サバンナ川ショーニー族、アパラチー族およびアパラチコラ族といった少数の部族が住んでいた。1715年の夏、これら少数部族がサウスカロライナを攻撃して幾つかの成功を収めた。これらの攻撃にオーチェス・クリーク族も加わっていた可能性があるが、サウスカロライナの反撃が効果的であることが分かると、概して慎重な態度を採った。小さな部族はサバンナ川地域に逃げ、オーチェス・クリーク族を避難場所としたが、ここで戦争の次の段階の作戦を練った。アッパー・クリーク族はまだサウスカロライナに対する戦争への参加を決めていなかったが、オーチェス・クリーク族を強く尊敬しており、条件が整えば侵略に加わろうと考えていた。当面の問題は交易品であった。武器のようなサウスカロライナから得られるイギリス製品は、全てのクリーク族にとって必需品であった。イギリスとの戦争という事態になって、クリーク族はフランスやスペインを他の商品供給源として見るようになった。フランスとスペインは喜んでクリーク族に供給したいと考えたが、イギリスが供給していたと同じ程度の量や質を確保することが出来なかった。マスケット銃、火薬および銃弾は、クリーク族がサウスカロライナを侵略しようとすれば是非とも必要なものだった。アッパー・クリーク族は参戦を躊躇していた。それにも拘わらず、クリーク族はヤマシー戦争の間、フランスとスペインに密接な関係を築いていた。
オーチェス・クリーク族にはチカソー族およびチェロキー族と関係があった。しかし、チカソー族はイギリス人交易業者を殺した後で、サウスカロライナと直ぐに停戦していた。チカソー族はクリーク族の集落で交易業者を殺害したことを糾弾し、下手な言い訳ではあったが、サウスカロライナはこれを受け入れた。チェロキー族の位置付けが戦略的に重要となった。
チェロキー族も2つに割れていた。概してサウスカロライナと密接に暮らしていたローワー・チェロキー族が戦争を支持する傾向にあった。カトーバ族がサウスカロライナのサンティー川開拓地を襲った時に参加した者もいた。サウスカロライナからは離れて住んでいたオーバーヒル・チェロキー族はサウスカロライナとの同盟を支持しており、クリーク族との戦いにも参加する意向だった。サウスカロライナとの同盟に最も熱心なチェロキー族指導者の一人は、ミドル・チェロキー族集落の酋長シーザーであった。
1715年遅く、2人のサウスカロライナ交易業者がチェロキー族を訪れ、多数のチェロキー族代表を連れてチャールズタウンに戻ってきた。同盟が結ばれ、クリーク族に対する作戦が練られた。しかし、翌月、チェロキー族は予定されていたサバンナタウンでのサウスカロライナとの会合に出て来られなかった。サウスカロライナは300名以上の遠征隊をチェロキー族集落に派遣し、12月に到着した。彼らは別れてローワー、ミドルおよびオーバーヒルの主要集落を見て歩き、チェロキー族が割れていることが直ぐに分かった。この冬の間、チェロキー族指導者のシーザーはチェロキー族集落を歩き回り、クリーク族に対する戦争の支援を説いて回った。同じ時期にチェロキー族の権威があり尊敬されている指導者達が注意と忍耐を促した。この中にはサウスカロライナから「魔術師」と呼ばれるチャリティ・ハゲイがいた。チャリティ・ハゲイはサウスカロライナに近いローワー・チェロキーの集落ツガルーの出身であった。ローワー・チェロキー族の多くがサウスカロライナとの停戦の用意があったが、ユチ族やサバンナ川ショーニー族以外の者と戦うことを躊躇していた。
サウスカロライナの人々は、ローワー・チェロキー族からクリーク族に「休戦の旗」が送られ、クリーク族の代表が来ることを約束したと告げられた。チャリティ・ハゲイとその支持者がクリーク族とサウスカロライナの間の和平交渉を斡旋しているように思われた。彼らはサウスカロライナに戦争の計画を変えるよう説得した。サウスカロライナはそうはせずに、冬の間にシーザーや戦争に賛成なチェロキー族を制止しようとしていた。

### ツガルーの虐殺
1716年1月27日、サウスカロライナの者がツガルーに集まって、先にクリーク族の代表が到着し、チェロキー族がその12名の代表のうち11名を殺害したことを知った。チェロキー族は、クリーク族が実際には数百のクリーク族とヤマシー族の戦闘部隊であり、サウスカロライナ軍に対する急襲に成功するところだったと主張した。ツガルーで何が起こったか不明のままだった。サウスカロライナの立ち会い無しにチェロキー族とクリーク族が私的に会ったことは、チェロキー族がまだ、クリーク族に付いてサウスカロライナと戦うか、サウスカロライナに付いてクリーク族と戦うか、意見が割れていることを暗示していた。イギリスとの交易では比較的新参であったチェロキー族はクリーク族に替わってサウスカロライナの主要な交易協力者になることを期待していた可能性がある。背後にあったものはどうあれ、ツガルーの虐殺はポコタリゴの虐殺のように予想外に熱した議論の中から手詰まりを殺人で解決しようとしたと思われる。ツガルーの虐殺以後は、チェロキー族とクリーク族の間に戦争の2文字しかなく、またチェロキー族とサウスカロライナ議会との同盟も自明の事実となった。
チェロキー族のサウスカロライナとの同盟はクリーク族による大規模なサウスカロライナ侵略の可能性を奪った。同時に、サウスカロライナはクリーク族と平和的な関係を取り戻したいと願い、これ以上の戦争を望んでいなかった。サウスカロライナはチェロキー族に武器や交易品を供給する一方で、好戦的なチェロキー族が期待した軍事的支援は行わなかった。1716年と1717年にチェロキー族は勝利を挙げたが、クリーク族の反撃でクリーク族と戦おうというチェロキー族の意志を弱らせもした。元々チェロキー族の意志は割れていた。それにも拘わらず、クリーク族とチェロキー族は何世代も互いに小規模の戦いを繰り返してきていた。
ツガルーの虐殺とチェロキー族による攻撃に応えて、オーチェス・クリーク族は1716年早くに防衛的な戦略を採った。オクマルジー川盆地にあった集落全てをチャタフーチー川沿いに移動させた。オーチェス・クリーク族は元々チャタフーチー川沿いに住んでいて、1690年頃、サウスカロライナに接近するために、オクマルジー川とその支流オーチェス・クリーク（ここからクリーク族の名前が生まれた）沿いに集落を移した経緯があった。1716年にチャタフーチー川に戻ったことは撤退ではなく、以前の状態に戻ったことだった。チャタフーチー川とチャールズタウンの距離は、サウスカロライナからの攻撃から守ることでもあった。
1716年と1717年に、チェロキー族＝イギリス同盟軍から大きな攻撃が無かったので、ローワー・クリーク族は自分達の力が上がったものと見なし、敵であるイギリス人、チェロキー族およびカトーバ族に対する襲撃を再開した。しかし、イギリスとの交易から切り離されて、弾薬や武器の補充に困難を極めるようになった。一方チェロキー族はイギリスの武器を十分に供給されていた。イギリスとの交易に対する誘惑はクリーク族の間の反英感情を弱らせていった。1717年早く、チャールズタウンから数名の施設がローワー・クリーク族の領地に行き、また数人のクリーク族がチャールズタウンに行って、暫定的に和平に導く過程を始めた。同時に他のローワー・クリーク族は戦いを続ける方法を探していた。1716年遅く、多くのマスコギ・クリーク族の代表がニューヨークのイロコイ連邦に旅していた。クリーク族の外交使節に心を動かされたイロコイ族は、20名の外交使節を帰途に就くクリーク族と共に送り出した。イロコイ族とクリーク族は、カトーバ族やチェロキー族といった互いの敵であるインディアン部族に対する攻撃に主要な関心があった。しかし、サウスカロライナにとっては、イロコイ族とクリーク族の間の同盟は、何をおいても避けるべきものであった。これに応えるためにサウスカロライナは1群の外交団を大きな荷車に積んだ交易品の贈り物と共にローワー・クリーク族の集落に送り込んだ。

### 前線の不安定さ
ヤマシー族とカトーバ族が鉾を納めると、サウスカロライナ民兵隊は放棄されていた開拓地を確保し、前線の安全を確保するために、プランテーションの家屋の幾つかに防御を施して要塞化した。民兵隊は先制攻撃も行ったが、襲撃部隊から全植民地を守ることは不可能だった。民兵の中には1715年の夏に退去して脱走する者も現れた。自分達の家産や家族を気遣う者も居れば、単にサウスカロライナを共に離れるだけの者もいた。
民兵隊の失敗に対応してクレイブン知事は職業的軍隊（すなわち給与の出る兵士の軍隊）に置き換えた。1715年の8月までに、サウスカロライナの新軍には600名の市民と400名の黒人奴隷、170名の友好的インディアン、およびノースカロライナとバージニアから300名の兵士が参加した。サウスカロライナにとって民兵を解体し、職業的軍隊を作ったのは初めてのことであった。戦争遂行のために多くの黒人奴隷を武装させたのも注目すべきことであった。奴隷についてはその主人に給与が支払われた。
この軍隊でも植民地の安全確保には不十分であった。敵対的なインディアンは単に会戦を拒むだけでなく、予想できない襲撃や急襲という戦い方を選んだ。さらにインディアンは大きな領土を占領していたので、軍隊を差し向けても効果のないことが多かった。1716年にチェロキー族との同盟が成立すると軍隊も解体された

### 決着
この戦争には、多くのインディアン部族がその関わり方も様々に変化しながら関わったので、はっきりした終戦というものがない。ある見方では主要な危機は1,2ヶ月の間に終わったという。カロライナ植民地領主は決定的な危機は最初の数週間だったと信じていた。戦争を終わらせたのは1716年初めのチェロキー族との同盟締結時点だったと言うものもいる。1717年遅くにクリーク族やその他のマスコギ語族と平和条約が結ばれた。しかし、ある部族は和平に同意せず、武装を続けた。ヤマシー族とアパラチコラ族は南部に移住したが1720年代になってもサウスカロライナの開拓地を襲うことを止めなかった。辺境の安全確保が課題として残された。

## 結果

### 政治的な変化
ヤマシー戦争は、その後数年掛かって植民地領主を放擲することになった。1720年代に領主の植民地から王室の植民地（イギリスが国として経営する植民地）への移行が進められた。これには9年間を要したが、1729年、サウスカロライナとノースカロライナは公式に王室の植民地となった。サウスカロライナはヤマシー戦争の前から領主の植民地経営に不満を持っていたが、1715年の戦争の初めの段階で一度その転換要求が萎み、その後にまた大きくなっていた。
ヤマシー戦争はジョージアの植民地設立にも影響した。ジョージア植民地設立には他の要因もあるが、ヤマシー族の撤退なくしてそれは有り得なかった。ヤマシー族の少数ながら残存した者がジョージアでヤマクロー族となった。ジェイムズ・オグルソープはジョージアの首都としてサバンナを建設する場所を得るためにヤマクロー族と交渉した。

### インディアンのその後
戦争の初めの1年間で、ヤマシー族は殺されたり奴隷にされたりして、その人口の約4分の1を失った。残った者は、17世紀に本拠地としていた南のアルタマハ川へ移動した。しかし、そこでも安全とは言えず、間もなく逃亡を始めた。ヤマシー族は部族として常に多民族の混交であり、戦争後は幾つかの派に分かれていった。残った者の3分の1はローワー・クリーク族の所に定住することを選び、結果的にクリーク族同盟の一部となった。残りの大半はアパラチコラ族の避難民と合流し、1715年夏にフロリダのセントオーガスティンの近くに移住した。サウスカロライナとヤマシー族個々に和平の試みが何度か行われたが、紛争状態はその後何十年も続いた。スペイン領フロリダのヤマシー族はその内に病気や他の原因で勢力を弱めた。残った者はセミノール・インディアンの一部となった。
ヤマシー戦争後は、様々な原始クリーク族、マスコギ語族が結びつきを強めた。オーチェス・クリーク族がアパラチコラ族、アパラチー族、ヤマシー族やその他の残存勢力と一緒になって、チャタフーチー川の辺りを再占領した。これはヨーロッパ人にとっては、新しいインディアンの特定を必要とし、また新しい名称も必要となった。スペイン人にとっては、それは17世紀の「アパラチコラ植民地」の再生であった。イギリス人には、ローワー・クリークという呼び方が一般になった。
カトーバ族は北部のいわゆるピードモント諸族の残党を多く吸収した。チェロー族、コンガリー族、サンティー族、ピーディ族、ワックスホー族、ウォーターリー族、ワッカモー族、およびウィニャー族などである。これら部族はその後も比較的独立した形に留まってはいた。タスカローラ族が北のイロコイ族に加わることで去った後は、ヤマシー戦争の中から生まれたカトーバ同盟がピードモント地区で最も強力なインディアンとなった。1716年、カトーバ族がサウスカロライナと和平を結んだ1年後、サンティー族やワックスホー族が数名の開拓者を殺した。サウスカロライナ政府はカトーバ族に、「彼らを襲って撲滅する」ことを求め、カトーバ族は実行した。生き残ったサンティー族とワックスホー族の者は奴隷にされるか「養子」にされるかで、カトーバ族に吸収された。チェロー族はその後も敵対的な姿勢を続けた。